# Ropalopus femoratus
Ropalopus femoratus је врста инсекта из реда тврдокрилаца (Coleoptera) и породице стрижибуба. Сврстана је у потпородицу Cerambycinae.

## Распрострањеност
Врста је распрострањена на подручју јужне и централне Европе. У Србији је ретка врста.

## Опис
Тело је потпуно црно, једино су фемури црвене боје (осим базе и врха). Антене су средње дужине до дуге. Дужина тела је од 8 до 13 mm.

## Биологија
Животни циклус траје од једне до две године. Ларве се развијају у мртвим гранама и гранчицама листопадног дрвећа. Адулти су активни од маја до јула и срећу се на биљци домаћину, ретко на цвећу. Као домаћини јављају се различите врсте листопадног дрвећа (орах, јова, питоми кестен, храст шљива, кајсија, граб, бреза, леска, итд.).

## Статус заштите
Ropalopus femoratus се налази на Европској црвеној листи сапроксилних тврдокрилаца.

## Синоними
- Cerambyx femoratus Linnaeus, 1758
- Rhopalopus femoratus (Linnaeus, 1758) Redtenbacher, 1845 (misspelling)
- Callidium femoratum (Linnaeus, 1758) Fabricius, 1787